# Die krumme Janet
Die krumme Janet (engl. Thrawn Janet) ist eine Kurzgeschichte des schottischen Schriftstellers Robert Louis Stevenson aus dem Jahr 1881, die  1887 in der Sammlung Die tollen Männer und andere Geschichten (engl. The Merry Men and Other Tales and Fables) bei Chatto & Windus erschien.
Der Autor hat die kleine Gespenstergeschichte während eines Aufenthaltes im Schottischen Hochland verfasst. Kritiker nennen den Text „seit je als eins seiner Meisterstücke“.

## Form
Die Story kulminiert in der Nacht des 17. August 1712.
Der anonyme Ich-Erzähler bevorzugt die erste Person Plural und gibt sich somit kontextuell als Einwohner des Heidedorfes Balweary – das ist der Ort der Handlung – zu erkennen. Robert Louis Stevenson will dem Leser einreden, dieser Erzähler glaubt an Hexen und an den schwarzen Mann. Letzterer ist einer von mehreren Teufeln in Schottland.
Eingangs stellt der Erzähler seinen Protagonisten, einen Geistlichen, als einen alten teufelsgläubigen Eiferer vor. Dabei war der Pastor doch als durch das Universitätsstudium aufgeklärter, moderner junger Mann mit seinen vielen Büchern einst nach Balweary gekommen. In dieser Geschichte wird nun erzählt, wie der Pastor zu seinem Glauben an den Teufel kam.

## Inhalt
Die Kirchgänger aus Balweary fürchten ihren Pastor Murdoch Soulis, der seit fünfzig Jahren schon das einsame kleine Pfarrhaus am Ufer des Flusses Dule bewohnt.
Einmal, als die Klatschweiber aus Balweary die alte Vettel Janet M'Clour hinab ans Dule-Ufer schleppten, ihr die Kleider vom Leibe rissen und nachsehen wollten, ob die alte Hexe unterginge, hatte der Pastor dem Treiben der Weiber Einhalt geboten und vermöge seiner Autorität Janet das Leben gerettet. Fortan hatte Janet ihrem Retter den Junggesellenhaushalt geführt. Als Janet der Schlag getroffen hatte, war es wiederum der erzürnte Pastor gewesen, der den grausamen Leuten aus Balwaery die Schuld an Janets Folgeschäden – dem verrenkten Genick und dem schiefen Kopf – gegeben hatte.
Pastor Soulis begibt sich an seinen Lieblingsort, den alten, längst aufgegebenen Friedhof unterhalb des Schwarzen Berges. Sieben Raben, die den verwaisten Kirchhof umkreisen, kündigen das Unheil an. Dem Pastor erscheint der schwarze Mann. Das Wesen in Menschengestalt verschwindet schließlich in der Pfarre. Mutig geht der Pastor hinterdrein. Janet bestreitet die Begegnung mit dem schwarzen Unhold. Dem Pastor ist das nicht geheuer und er möchte bald an das Gerede der Leute glauben. Janet sei schon lange tot und der schwarze Mann ginge in ihrem Leichnam um.
An jenem 17. August nun wird Herr Soulis von Gepolter und Getrampel in Janets Stube bei seinen mitternächtlichen Studien gestört. Unerschrocken geht er den Geräuschen nach. Janet baumelt an einem Nagel. Der Toten hängt die Zunge aus dem Munde. Der Pastor verlässt Janets Stube und schließt die Tür hinter sich zu. Ein oder zwei Stunden danach steht der Leichnam der krummen Janet vor Herrn Soulis. Janet will sprechen, bringt aber nur ein Zeichen mit der linken Hand zustande. Der Pastor schreit, sie solle sich ins Grab oder zum Teufel scheren.
Gott hilft. Aus dem Nachthimmel heraus schlägt er zu. Der Leichnam loht auf. Nur ein Häufchen Asche bleibt übrig. Pastor Soulis muss das Bett hüten und redet noch lange Zeit irr.

## Selbstzeugnis
„Man glaubte allgemein in Schottland, daß der Teufel als schwarzer Mann erscheine. Dies zeigen verschiedene Hexenprozesse.“

## Rezeption
- Robert Louis Stevenson habe die heimatliche Atmosphäre seines Textes durch das Einflechten nicht übersetzbarer schottischen Mundart verstärkt.[8]
- Dölvers nimmt die Erzählung als Exempel für eine erzähltheoretische These des Autors. Jedes Details diene zum Aufbau der Gesamtaussage.[9]

## Deutschsprachige Literatur

### Ausgaben
- Die Abenteuer John Nicholsons und andere Erzählungen. Ins Deutsche übertragen von Marguerite und Curt Thesing. (Die Abenteuer John Nicholsons. Die Insel der Stimmen. Der Leichenräuber. Will von der Mühle. Die krumme Janet). Buchenau & Reichert Verlag, Berlin um 1925. 248 Seiten
- Die krumme Janet. S. 189–202. (Übersetzerin: Ilse Hecht) in Robert Louis Stevenson: Das rätselvolle Leben. Meistererzählungen. (Des Sire de Malétroit Tür. Markheim. Olalla. Der seltsame Fall Dr. Jekyll und Mr. Hyde. Die krumme Janet. John Nicholsons unglückselige Abenteuer. Will von der Mühle. Der Pavillon auf den Dünen) Nachwort von Karl-Heinz Wirzberger. Dieterich’sche Verlagsbuchhandlung, Leipzig 1953, 400 Seiten.[A 1]
- RADIOROPA Hörbuch Klassik Edition – Manfred Callsen liest: Robert Louis Stevenson: Markheim. Die krumme Janet. ISBN 978-3-8368-0424-0
- Die verdrehte Janet. JMB Verlag, Hannover 2010. ISBN 978-3-940970-82-4.

### Sekundärliteratur
- Horst Dölvers: Der Erzähler Robert Louis Stevenson. Interpretationen. Francke Verlag, Bern 1969, ohne ISBN (200 S.).
- Michael Reinbold: Robert Louis Stevenson. Rowohlt, Reinbek 1995, ISBN 3-499-50488-X.

## Anmerkung
1. ↑  Verwendete Ausgabe.